# Cophixalus iovaorum
Cophixalus iovaorum es una especie de anfibio anuro de la familia Microhylidae.

## Distribución geográfica
Esta especie es endémica de la Provincia Central en Papua Nueva Guinea. De reciente descubrimiento, es conocido solo en las laderas occidentales del Monte Obree.

## Publicación original
- Kraus & Allison, 2009 : New species of Cophixalus (Anura: Microhylidae) from Papua New Guinea. Zootaxa, n.º 2128, p. 1-38.[3]